# Sant Josep (Llinars del Vallès)
Sant Josep és una urbanització del terme municipal de Llinars del Vallès, a la comarca del Vallès Oriental.
Es troba a l'extrem SO del municipi, molt a prop del barri del Poble sec de Cardedeu, les principals vies de comunicació són la carretera C-35 (sortida Cardedeu - Dosrius), la carretera BV-5103 i una via local que comunica amb el nucli de Llinars del Vallès al nord i amb l'autopista AP-7 en direcció sud, aquest vial és conegut popularment com a Camí de les aigües, ja que una part del mateix discorre paral·lel a les instal·lacions de l'empresa potabilitzadora d'aigües del Ter i del Llobregat (ATLL).
La urbanització està dividida en dos sectors clarament diferenciats, al nord del riu Mogent hi trobem un terreny completament pla, en aquest sector és on es troben els equipaments. Al sud del riu el terreny és de fort pendent i el traçat dels carrers és molt sinuós fins a arribar al punt més alt, l'Ermita de Sant Esteve del Coll a 260msnm.